# Belpahar
Belpahar ist eine Stadt im ostindischen Bundesstaat Odisha.
Die Stadt befindet sich im Distrikt Jharsuguda. Belpahar grenzt im Osten an Brajarajnagar. Südlich der Stadt erstreckt sich der Stausee der Hirakud-Talsperre.
Die nationale Fernstraße NH 200 sowie die Bahnstrecke Raigarh–Jharsuguda führen durch die Stadt.
Die Firma TRL Krosaki Refractories Limited, die feuerfeste Werkstoffe herstellt, befindet sich in Belpahar.
Belpahar besitzt den Status einer Municipality und ist in 16 Wards gegliedert. Beim Zensus 2011 hatte Belpahar 38.993 Einwohner.